# شايكي ليفي
شايكي ليفي (بالعبرية: שייקה לוי‏) هو مغني وممثل إسرائيلي، ولد في 1939 بالقاهرة في مصر. من الجوائز التي نالها جائزة إسرائيل سنة 2000.

## جوائز
- جائزة إسرائيل (2000)

## وصلات خارجية
- شايكي ليفي على موقع IMDb (الإنجليزية)
- شايكي ليفي على موقع ألو سيني (الفرنسية)
- شايكي ليفي على موقع ميوزك برينز (الإنجليزية)
- شايكي ليفي على موقع أول موفي (الإنجليزية)
- شايكي ليفي على موقع قاعدة بيانات الفيلم (الإنجليزية)
- شايكي ليفي على موقع كينوبويسك (الروسية)